# Antonín Kachlík
Antonín Kachlík, né le 26 février 1923 à Kladno-Rozdělov et mort le 20 avril 2022 à Prague, est un réalisateur tchèque.

## Biographie
Né à Rozdělov (aujourd'hui Kladno-Rozdělov) le 26 février 1923, il est élevé à Malá Dobrá. En 1931, sa famille s'installe à Prague. Après avoir obtenu son diplôme de l'académie de commerce de Karlín, il devient pompier au service (travail forcé) de l'Allemagne nazie. Rentré chez lui pour des vacances, il ne reprend jamais le service. Jusqu'à la fin de la guerre, il se cache à Prague avec de faux papiers, participe à des activités de résistance et rejoint le Parti communiste alors illégal (Vysoká škola politická ústředního výboru Komunistické strany Československa (cs)). Après la guerre, il est employé au ministère de l'Information et, parallèlement, étudie à l'Université de sciences politiques, d'où il est transféré à la FAMU pour apprendre la réalisation. Au début des années 1950, il travaille comme metteur en scène et dramaturge au Théâtre des travailleurs (Městské divadlo Zlín (cs)) de Gottwaldov. À partir de 1956, il rejoint le Cinéma d'État tchécoslovaque de Barrandov, où il travaille d'abord comme assistant réalisateur, puis comme réalisateur indépendant de 1960 à 1987. Parallèlement, il est professeur associé au département de mise en scène de la FAMU de Prague , où il enseigne de 1971 à 1992.
En 1973, il est membre du jury du 8e Festival international du film de Moscou.
Les archives des forces de sécurité l'enregistrent comme un agent du sous le nom de code Tonda,,.
Son épouse, l'actrice Květoslava Houdlová, est décédée en 1991. Sa fille Kateřina Kachlíková (cs) (née en 1956) est chanteuse d'opéra et professeure.
Il est mort le 20 avril 2022.

## Filmographie
- 1948 : Vltava po válce
- 1961 : Červnové dny
- 1963 : Bylo nás deset
- 1963 : Pršelo jim štěstí
- 1964 : Třiatřicet stříbrných křepelek
- 1966 : Smrt za oponou (d'après le roman Anděl hraje na violu de Pavel Hejcman (cs))
- 1969 : Já, truchlivý bůh
- 1971 : Princ Bajaja
- 1972 : My, ztracený holky
- 1973 : Jezdec formule risk (cs)
- 1973 : Zločin v Modré hvězdě
- 1974 : Dvacátý devátý
- 1976 : Náš dědek Josef
- 1977 : O moravské zemi
- 1978 : Radost až do rána
- 1979 : Na koho to slovo padne...
- 1980 : Požáry a spáleniště (d'après Jiří Švejda (cs))
- 1982 : Kouzelné dobrodružství (Prix de la meilleure photographie et Prix du meilleur film de l'Organisation des producteurs au Festival du film de Saint-Sébastien 1982)
- 1984 : Kouzelníkův návrat
- 1988 : O zatoulané princezně

## Publications
- 1961 : Bylo nás deset, Naše vojsko
- 1968 : Červnové dny, Státní nakladatelství dětské knihy
- 2002 : Jak se narodil Švejk a zemřel Hašek, Alfa-Omega, 2002 (sécanrio)
- 2009 : Můj stříbrný vítr
- 2009 : Nepovedené lásky aneb mé zakázané scénáře, BVD